# Campioni italiani assoluti di atletica leggera - Staffetta 3×3000 metri maschile
Questa pagina raccoglie un elenco di tutti i campioni italiani dell'atletica leggera nella staffetta 3×3000 metri, specialità che fece parte del programma dei campionati solo per tre edizioni, dal 1930 al 1932.

## Albo d'oro
| Anno | Società (atleti)                                                         | Prestazione  |
| ---- | ------------------------------------------------------------------------ | ------------ |
| 1930 | ASSI Giglio Rosso Nello Bartolini Giuseppe Lippi Euclide Svampa          | 27'19"2/5(m) |
| 1931 | ASSI Giglio Rosso Corrado Franceschini Giuseppe Lippi Nello Bartolini    | 27'18"4/5(m) |
| 1932 | Virtus Bologna Sportiva Umberto Bacchi Angelo Colombari Giorgio Nannetti | 27'44"2/5(m) |